# ویلفرد لائو
ویلفرد لائو (انگلیسی: Wilfred Lau؛ زادهٔ ۱۳ اوت ۱۹۷۶) خواننده و بازیگر اهل هنگ کنگ است.از جمله فیلم‌هایی که وی در آن‌ها بازی کرده میتوان به ۱۲ مرغابی طلایی اشاره نمود.